# 都市計画道路青柳大賀線
都市計画道路青柳大賀線（としけいかくどうろあおやぎおおかせん）は、千葉県館山市内に部分開通している都市計画道路である。
未開通区間については、2009年4月をもって、廃止になった。

## 概要
当道路は北条バイパスに接続されており、北条バイパスと同時期2002年7月18日に764mが部分開通しており、国道410号旧道にも接続された。それにより市内の白浜方面の車の流れは今までの市街地の市道から、北条バイパスへと変わり、市街地の渋滞も緩和され、スムーズな交通アクセスが可能となった。
しかし、当道路の本来の目的は都市計画用で、バイパスと一体化し、西岬地区へのアクセス・市街地の循環の円滑な交通動線の確保であり部分開通に終わった今では永久に目的が果たされていないことになった。西岬地区へのアクセスも当然されていない。
廃止は、部分開通してから7年後の2009年の4月に市長によって決定された。他にも市では都市計画道路が12路線あったが当道路含めて8路線の廃止が決まった。
2011年6月、西岬地区連合区長会が、観光客の誘致や防災上の役割を果たすために必要だと館山市長に早期整備を求める要望書を提出した。

## 沿革
- 1996年 - 用地取得開始
- 1997年 - 一部工事着手
- 2002年7月18日 - 北条BPと同時期に部分開通 北条BP～旧道
- 2009年4月　-　未開通部分の廃止を決定。

## 要目
- 全長：4,340m
- 起点：館山市下真倉 （国道410号北条バイパス）
- 現在の終点：館山市上真倉 （国道410号旧道）
- 本来の終点：館山市大賀 （千葉県道257号）
- 幅員：18m、車道：9m、歩道両側：4.5m
- 整備：館山市（都市計画用道路）

## 参考
- 都市計画道路青柳大賀線（市サイト）
- 房総経済：都市計画道路、見直し案答申－－館山市審議会　／千葉